# Phylloxiphia bicolor
Phylloxiphia bicolor là một loài bướm đêm thuộc họ Sphingidae. Nó được tìm thấy ở forests from Sierra Leone to the Congo và Angola.